# Qëndrim Guri
Qëndrim Guri (Ferizaj, 27 de novembre de 1993) és un ciclista kosovar. Guri va començar a practicar ciclisme en carretera el 2008. Ha estat escollit tres vegades esportista de l'any per la federació de ciclisme de Kosovo, i diversos cops vegades ha obtingut el títol d'atleta de l'any de la ciutat de Ferizaj. El 2014 i 2015 va guanyar la cursa en línia masculina dels campionats de Kosovo de ciclisme de carretera. Va participar en la prova en ruta dels Jocs Europeus de 2015, però no la va completar. El 2016 va representar Kosovo a la prova en ruta dels Jocs Olímpics d'Estiu de 2016.

## Palmarès
- 2014
  - Campió de Kosovo en ruta
- 2015
  - Campió de Kosovo en ruta